# جنگ اول بربری
جنگ بربری اول (۱۸۰۱-۱۸۰۵) یا جنگ ساحل بربری اولین جنگ از دو جنگ رخ داده بین ایالات متحده و دولت‌های مسلمان بربری که مجموعاً دولت‌های بربری خوانده می‌شدند، است. این دولت‌های استانهای عثمانی الجزایر عثمانی، و تونس، که خودمختاری زیاد داشتند، و نیز سلطان نشین مغرب بودند.
دلیل وقوع این جنگ امتناع توماس جفرسون رئیس‌جمهور آمریکا از پرداخت عوارض بالای مورد تقاضای دولت‌های بربری و به دلیل مصادره کشتی‌های تجاری آمریکایی و به بردگی گرفتن خدمهٔ آن‌ها در ازای مبالغ بالای پول بود. این نخستین منازعهٔ مورد تأیید کنگره بود که در آن ایالات متحده در سرزمین و دریای خارجی وارد جنگ شد.